# Alive (canção de Pearl Jam)
"Alive" é uma canção da banda grunge estadunidense Pearl Jam. "Alive" foi o primeiro single do Pearl Jam, e apareceu no álbum de estreia da banda, Ten, de 1991. Composta pelo guitarrista Stone Gossard, "Alive" originou-se como uma instrumental chamada "Dollar Short" e foi incluída em uma fita demo circulada na esperança de conseguir um cantor para a banda. O vocalista Eddie Vedder obteve uma cópia da fita e escreveu a letra que descreve um relato real que conta a história dele, Eddie Vedder, quando sua mãe lhe disse que o homem que ele pensava ser seu pai não era realmente seu pai biológico e que o pai dele havia morrido.
"Alive" alcançou a posição de número 16 no Reino Unido (o single foi disponível apenas através de importação nos Estados Unidos). Versões remixadas da canção foram incluídas no álbum greatest hits do Pearl Jam, Rearviewmirror: Greatest Hits 1991-2003, e na reedição do álbum Ten, em 2009. Embora a canção não fosse um enorme sucesso após seu lançamento (com a posição de número 16 na Billboard Mainstream Rock Tracks), ela sofreu como uma das favoritas dos fãs e um grampo da rádio de rock desde então, assim como uma das canções mais pedidas nos shows da banda.

## Origem e gravação
O guitarrista Stone Gossard compôs a música da canção, que ele chamava "Dollar Short", em 1990, quando era ainda um membro do Mother Love Bone. Conforme Gossard em uma entrevista para o especial do Pearl Jam no VH1 Storytellers, o líder do Mother Love Bone, Andrew Wood, tinha mesmo cantado ela. Após Wood morrer de overdose de heroína, Gossard e seu colega de banda Jeff Ament começaram a tocá-la com o guitarrista Mike McCready, com a esperança de começar uma nova banda. "Dollar Short" era uma das cinco músicas compiladas em uma fita chamada Stone Gossard Demos '91 que Gossard, Ament e McCready distribuíram na esperança de encontrar um vocalista e um baterista para o grupo.
A fita fez o seu caminho nas mãos de Vedder, que estava trabalhando como frentista em San Diego, Califórnia, na época. Ele ouviu a fita pouco antes de ir surfar, de onde veio sua letra. "Alive" foi a primeira canção que Vedder gravou seu vocais. Vedder enviou a fita de volta para Seattle. Ao ouvir a fita, a banda convidou Vedder a ir a Seattle e ele foi convidado a participar da banda.
A banda, então chamada Mookie Blaylock, gravou "Alive" durante um ensaio demo no London Bridge Studio em janeiro de 1991. A versão gravada durante este ensaio mais tarde iria aparecer no álbum de estreia do grupo, Ten, e sobre o EP promocional de "Alive". Durante as sessões de mixagem do álbum na Inglaterra, em junho de 1991, o mixer Tim Palmer tinha adicionado McCready ao outro solo da canção. McCready gravou um número de tentativas no solo, e Palmer os editou em uma versão composta. O guitarrista estava insatisfeito com o resultado, então ele fez outra tentativa no solo. "Ele tinha outro a ir lá", lembra Palmer, "e tinha de certa maneira". Não houve reunião para fazer; foi uma tomada".

## Composição
"Alive" apresenta um solo de guitarra prorrogado após seu terceiro refrão (3:38). O solo de "Alive", realizado por McCready, ficou no número 44 na lista da Guitar World dos "100 Maiores Solos de Guitarra" e número 26 na lista da Total Guitar, de "100 Solos de Guitarra Mais Quentes". Em alguma ocasião, sendo entrevistado sobre seu solo, McCready rapidamente desmentiu seu crédito pela criatividade dele, dizendo:
| “ | Copiei o de Ace Frehley para a canção "She", que claro, foi copiado de Robby Krieger do The Doors, em que executa a canção "Five to One. | ” |

Independentemente de suas influências, é muito notável a inspiração que McCready adquire ao interpretar seu solo de Jimi Hendrix, incluindo o uso extensivo do pedal Wah e uma guitarra Stratocaster distorcida.

## Letra
A canção é o primeiro pedaço de uma trilogia de canções em que Vedder mais tarde descreveu como uma "mini-ópera" chamada Mamasan. Compreende as canções "Alive", "Once" e "Footsteps". "Alive" conta a história de um jovem descobrindo que seu pai é na verdade seu padrasto, enquanto para a tristeza de sua mãe, leva a uma relação incestuosa com o filho que se parece muito com o pai biológico. Isto leva a "Once", em que o homem descende na loucura e passa a uma matança, e "Footsteps", no qual o homem está, eventualmente, olhando para trás de uma cela aguardando sua execução.
"Alive" foi revelada por Vedder para ser parte autobiográfica e parte ficção. Quando Vedder era um adolescente, sua mãe lhe revelou que o homem que ele pensava ser seu pai era na verdade seu padrasto, e que seu pai biológico estava morto. O primeiro e os últimos versos detalham esses eventos reais, mas o segundo verso é narração, por parte de Vedder. A letra do segundo verso dizia: "Oh, ela caminha lentamente, pelo quarto de um jovem / Ela disse estou pronta ... para você / Eu não consigo lembrar nada até aquele dia / Exceto o olhar, o olhar... / Oh, você sabe onde, agora eu não posso ver, eu só olhar ...," e Vedder revelou que "ela" era a mãe, e "o olhar" referido não era a expressão da sua cara, mas "o olhar é entre as pernas. Onde você vai com isso? É de onde você veio".
Muitos a interpretam como uma canção inspiradora, mas ao invés disso, Vedder tinha um sentido completamente diferente em mente, afirmando: "[Ele] ainda lida com o amor, [ele] ainda está lidando com a morte dele [do pai]. Todos [ele] sabem que 'Eu' ainda estou vivo"... que é totalmente fora do peso". Vedder declarou na apresentação do Pearl Jam no VH1 Storytellers de 2006, que ao longo dos anos o significado mudou para ele. Ele disse: "Na história original, um adolescente está sendo dado conhecimento de uma verdade chocante que o deixa bastante confuso... Foi uma maldição-'Eu' ainda estar vivo". A resposta da plateia para a canção foi o que tinha provocado a mudança no sentido de Vedder. Ele acrescentou: "Eles ergueram a maldição. O público mudou o significado para mim".

## Lançamento e recepção
Enquanto o single de "Alive" foi lançado comercialmente nos mercados internacionais em 1992, o single comercial não foi lançado no Estados Unidos até 27 de junho de 1995 e estava disponível apenas em versão de importação mais caros. Antes de seu lançamento comercial, "Alive" foi lançado como um CD promocional e cassete com arte diferente e B-sides. Enquanto "Wash" foi também uma B-side para os singles comerciais, "I've Got a Feeling" foi apenas nesta versão do single. O solo de guitarra no final de "Alive" foi também diferente da versão de Ten, e existem algumas outras diferenças notáveis entre os dois. O B-side "Wash" também pode ser encontrado como uma faixa extra nos lançamentos europeus de Ten e como uma versão alternativa na compilação Lost Dogs de 2003.
Apesar de nunca entrar na Billboard Hot 100, o single detém o recorde de longevidade no Bubbling Under Hot 100 Singles: gastando um total de 61 semanas nas paradas pelos anos 1996, 1997 e 1998.
Gossard disse que "um monte de gente não pensou que ["Alive"] era um grande single quando lançou ... eu não acho que a gravadora achou que foi um sucesso. Eles foram, "Oh! Este parece ser o melhor até agora". A canção chegou ao número 16 na Billboard Mainstream Rock Tracks e no número 18 na Billboard Modern Rock Tracks. Embora o álbum de singles seguidos de mais sucessos nas paradas de rock, "Alive", foi, no entanto, importante para chamar a atenção para a banda.
Fora dos Estados Unidos, o single foi lançado comercialmente na Austrália, Áustria, Brasil, Alemanha, Japão, Países Baixos e Reino Unido. "Alive" atingiu o Top 20 britânico e chegou ao número 9 na Australian Singles Chart. Chegou ao top 50 na Alemanha e foi um moderado sucesso no top 20 na Irlanda e na Nova Zelândia.
Steve Huey do All Music Guide disse que enquanto "Alive" tiver um "coral, grande estádio pronto", é também "mais sutil, menos machista e menos grandioso do rock de arena de verdade". Em relação ao solo de guitarra da canção, Huey disse:
| “ | Ele adiciona um toque épico ao final da canção, como se o poema lírico centrado partisse simplesmente da canção, não fosse suficiente para atingir a catarse completa. | ” |

Stephen M. Deusner da Pitchfork Media, disse que "Alive" "continua potente, não só porque toca Vedder em alguma droga séria transgressora aqui (pais mortos, indica o incesto, culpa do sobrevivente), mas principalmente porque a banda de rock do inferno fora da coda".
"Alive" é apresentado no jogo de 2007, SingStar Amped, para PlayStation 2. A música também é destaque no jogo de 2008, Rock Band 2. Em março de 2009, o resto do álbum Ten também foi disponibilizado como download para a série Rock Band. Uma versão ao vivo de "Alive" tomada do concerto da banda em 20 de setembro de 1992, foi disponibilizada como uma faixa bônus para download da série Rock Band para aqueles que compraram a reedição de Ten através do Best Buy. A canção foi apresentada no episódio "Into the Blue" da série Cold Case em 2009.

## Reconhecimentos
A informação relativa aos reconhecimentos atribuídos a "Alive" está adaptado na parte do Acclaimed Music.
| Publicação    | País           | Reconhecimento                               | Ano  | Posição | Ref.   |
| Rolling Stone | Estados Unidos | "Os 100 Melhores Videoclipes"                | 1993 | 84      | [ 15 ] |
| Kerrang!      | Reino Unido    | "100 Maiores Singles de Todos os Tempos"     | 2002 | 51      | [ 16 ] |
| Q             | Reino Unido    | "As 1001 Melhores Canções Sempre"            | 2003 | 497     | [ 17 ] |
| Kerrang!      | Reino Unido    | "666 Canções que Você deve Possuir (Grunge)" | 2004 | 3       | [ 18 ] |
| Total Guitar  | Reino Unido    | "100 Solos de Guitarra Mais Quentes"         | 2006 | 26      | [ 5 ]  |
| Guitar World  | Estados Unidos | "100 Melhores Solos de Guitarra"             | 2007 | 44      | [ 4 ]  |

## Videoclipe
O videoclipe para "Alive" foi dirigido por Josh Taft, um amigo de infância de Gossard, que mais tarde iria dirigir os clipes de "Even Flow" e "Oceans". O vídeo em preto-e-branco consiste de uma performance filmada ao vivo da banda filmado em 3 agosto de 1991, durante um show do Pearl Jam no RKCNDY em Seattle, Washington.  O baterista Matt Chamberlain pode ser visto no vídeo tocando "Alive". O futuro baterista do Pearl Jam, Dave Abbruzzese, estava na plateia quando o vídeo foi filmado. Foi seu primeiro encontro com a banda desde que tinha acabado de chegar do Texas depois de ser recomendado para a faixa de Chamberlain e só sabia as músicas do single "Alive". O vídeo foi lançado em Setembro de 1991.
Quanto ao vídeo ao vivo, Ament disse:
| “ | Inicialmente, era um problema em termos de falar a gravadora em levar a sério ... Que as pessoas achavam que não poderia retirá-lo nos fez querer fazê-lo ainda mais. Sentíamos que podíamos fazer uma versão melhor dele. Sonoramente, é uma versão inferior da canção. Mas é ao vivo. | ” |

O vídeo foi nomeado para "Melhor Vídeo Alternativo" em 1992, no MTV Video Music Awards.

## Performances ao vivo
"Alive" foi cantada pela primeira vez ao vivo no dia 22 de outubro de 1990, em um concerto em Seattle, Washington, no Off Ramp Café. O Pearl Jam tocou a canção para a sua aparição no MTV Unplugged em 1992. A canção foi executada no programa Saturday Night Live, em abril de 1992, em apoio ao Ten. "Alive" passou a se tornar a segunda canção da banda mais tocada ao vivo em mais de 540 apresentações, atrás apenas de "Even Flow", que foi tocada mais de 620 vezes. Após a tragédia de junho de 2000 no Festival de Roskilde, no qual nove pessoas morreram durante o set do Pearl Jam, a banda propositalmente excluiu "Alive" de todos os shows da turnê estadunidense de 2000 até a última noite em Seattle. Pearl Jam tocou a canção para o seu aparecimento no VH1 Storytellers, em 2006.
Apresentações ao vivo de "Alive" podem ser encontradas nas versões europeias de Ten, na compilação de Stanley, Son of Theodore: Yet Another Alternative Music Sampler, no single "Oceans", no box set "Dissident"/Live in Atlanta, em vários bootlegs oficiais, no álbum ao vivo Live in NYC 12/31/92, no box set Live at the Gorge 05/06, no álbum ao vivo Live at Lollapalooza 2007, e no  LP Drop in the Park incluído na edição Super Deluxe da reedição de Ten. Apresentações da canção também estão incluídas no DVD Immagine in Cornice e no MTV Unplugged DVD incluído na reedição de Ten.

## Faixas
| CD (EUA, AUS, AUT, BR, ALE e RU), 12" Vinil (PB) e CC (AUS) |         |                                          |         |  |
| N.º                                                         | Título  | Compositor(es)                           | Duração |  |
| 1.                                                          | "Alive" | Gossard, Vedder                          | 5:40    |  |
| 2.                                                          | "Once"  | Gossard, Vedder                          | 3:51    |  |
| 3.                                                          | "Wash"  | Ament, Gossard, Krusen, McCready, Vedder | 3:34    |  |

| CD (JAP) |                         |                                              |         |  |
| N.º      | Título                  | Compositor(es)                               | Duração |  |
| 1.       | "Alive" (ao vivo)       | Gossard, Vedder                              | 4:57    |  |
| 2.       | "Even Flow" (regravada) | Gossard, Vedder                              | 5:07    |  |
| 3.       | "Wash"                  | Ament, Gossard, Krusen, McCready, Vedder     | 3:34    |  |
| 4.       | "Dirty Frank"           | Abbruzzese, Ament, Gossard, McCready, Vedder | 5:39    |  |

| 7" Vinil (PB e RU) e CC (PB e RU) |         |                 |         |  |
| N.º                               | Título  | Compositor(es)  | Duração |  |
| 1.                                | "Alive" | Gossard, Vedder | 5:40    |  |
| 2.                                | "Once"  | Gossard, Vedder | 3:51    |  |

## Posições nas paradas
| Ano  | Parada                    | Posição | Ref.   |
| 1992 | Australian Singles Chart  | 9       | [ 24 ] |
| 1992 | Irish Singles Chart       | 13      | [ 25 ] |
| 1992 | UK Singles Chart          | 16      | [ 26 ] |
| 1992 | US Mainstream Rock Tracks | 16      | [ 27 ] |
| 1992 | US Modern Rock Tracks     | 18      | [ 27 ] |
| 1992 | Dutch Singles Chart       | 19      | [ 28 ] |
| 1992 | New Zealand Singles Chart | 20      | [ 29 ] |
| 1992 | German Singles Chart      | 44      | [ 30 ] |
| 2009 | US Hot Digital Songs      | 66      | [ 27 ] |

## Créditos
- Eddie Vedder - vocal
- Stone Gossard - guitarra
- Mike McCready - guitarra
- Jeff Ament - baixo
- Dave Krusen - bateria

## Versões cover
| Banda    | Álbum           | Nota                                                       | Ref.   |
| Neophyte | Always Hardcore | Neophyte: como Bodylotion; "Alive": como "Always Hardcore" | [ 31 ] |
| Scooter  | Mind the Gap    | "Alive": como "One (Always Hardcore)"                      |        |

## Ligações Externas
- Letra no pearljam.com
- Análise de "Alive" no Allmusic